# Moos (Gemeinde Reißeck)
Moos liegt im mittleren Mölltal und gehört zur Gemeinde Reißeck und zum Ort Penk. Moos hat sechs Einwohner.